# Wulfhelm
Wulfhelm est un prélat anglais mort le 12 février 941. Il est successivement évêque de Wells, puis archevêque de Cantorbéry de 926 environ jusqu'à sa mort. Il collabore avec le roi Æthelstan dans le domaine législatif.

## Biographie
Wulfhelm est élu évêque de Wells entre 923 et septembre 925. On ne sait rien de son passage au siège de Wells. Il est transféré à l'archevêché de Cantorbéry vers 926. Il se rend à Rome pour recevoir le pallium des mains du pape Jean X, un voyage rarement entrepris par ses prédécesseurs, qui se le faisaient envoyer depuis Rome. Les raisons de ce voyage sont incertaines. Il est possible que Wulfhelm ait cherché l'approbation explicite du pape pour son transfert. Compte tenu de la période troublée que traverse la papauté à l'époque, il est en tout cas peu probable qu'il s'agisse d'une initiative pontificale.
En tant qu'archevêque, Wulfhelm assiste fréquemment aux conseils du roi Æthelstan, et il participe aux démarches législatrices du souverain. Sa présence est attestée à un synode tenu à Thunderfield, durant lequel les Londoniens s'engagent à respecter la paix royale, ainsi qu'à un autre synode tenu à Grateley, durant lequel un code de lois est promulgué. Ce code de lois indique que Wulfhelm a été consulté lors de son élaboration.
Durant son passage à Cantorbéry, Wulfhelm reçoit en cadeau deux évangéliaires qu'il lègue à Christ Church. L'un d'eux provient d'Irlande et l'autre de Lotharingie ou de Germanie. Il est possible que le second ait été offert à Æthelstan lors des négociations pour le mariage de sa sœur Eadgyth avec le futur empereur Otton le Grand. Les relations diplomatiques entre les deux cours expliquent vraisemblablement pourquoi le nom de Wulfhelm figure dans les livres de confraternité de plusieurs monastères allemands.
Wulfhelm meurt le 12 février 941. Il est inhumé dans l'église Saint-Jean-Baptiste, à proximité de l'ancienne cathédrale de Cantorbéry. Après la conquête normande de l'Angleterre, une nouvelle cathédrale est édifiée sous l'archevêque Lanfranc et les restes de ses prédécesseurs sont déplacés à cette occasion dans le transept nord du nouvel édifice. Les restes de Wulfhelm et de son prédécesseur Athelm sont déplacés à une date ultérieure dans une chapelle dédiée à saint Benoît, incorporée par la suite dans une chapelle mariale construite au XVe siècle par le prieur Thomas Goldstone.